# Therese Sessy Åsland
Therese Sessy Åsland (Sandnes, 26 agosto 1995) è una calciatrice norvegese, centrocampista del Djurgården e della nazionale norvegese.

## Biografia
Therese è la sorella minore di Patrick, ex giocatore di hockey su ghiaccio, di ruolo attaccante, che ha militato prima nello Star Hockey chiudendo la carriera nel 2013 con lo Stavanger Oilers.

## Carriera

### Nazionale
Ha giocato in tutte le principali nazionali giovanili norvegesi, dall'Under-17 all'Under-23.
Nel 2018 il Commissario tecnico della nazionale maggiore Martin Sjögren la convoca per la prima volta dove la fa debuttare in occasione dell'amichevole dell'11 novembre persa 4-1 con il Giappone, rilevando Vilde Bøe Risa al 75'. Sjögren continua a rinnovarle la fiducia chiamandola più volte nel corso del 2019, affiancando le presenze in amichevole a quelle in Algarve Cup, dove viene impiegata in due incontri nel corso del torneo, segnando la rete in recupero sulla Danimarca nell'incontro poi vinto per 2-1 dalle norvegesi, e festeggiando con le compagne vittoria per 3-0 nella finale con la Polonia e la conquista del quinto trofeo per la nazionale scandinava.

## Palmarès

### Club
- Campionato norvegese: 3

LSK Kvinner: 2018, 2019
Brann: 2022
- Coppa di Norvegia: 1

LSK Kvinner: 2019

### Nazionale
- Algarve Cup: 1

2019